# Caixa de guants

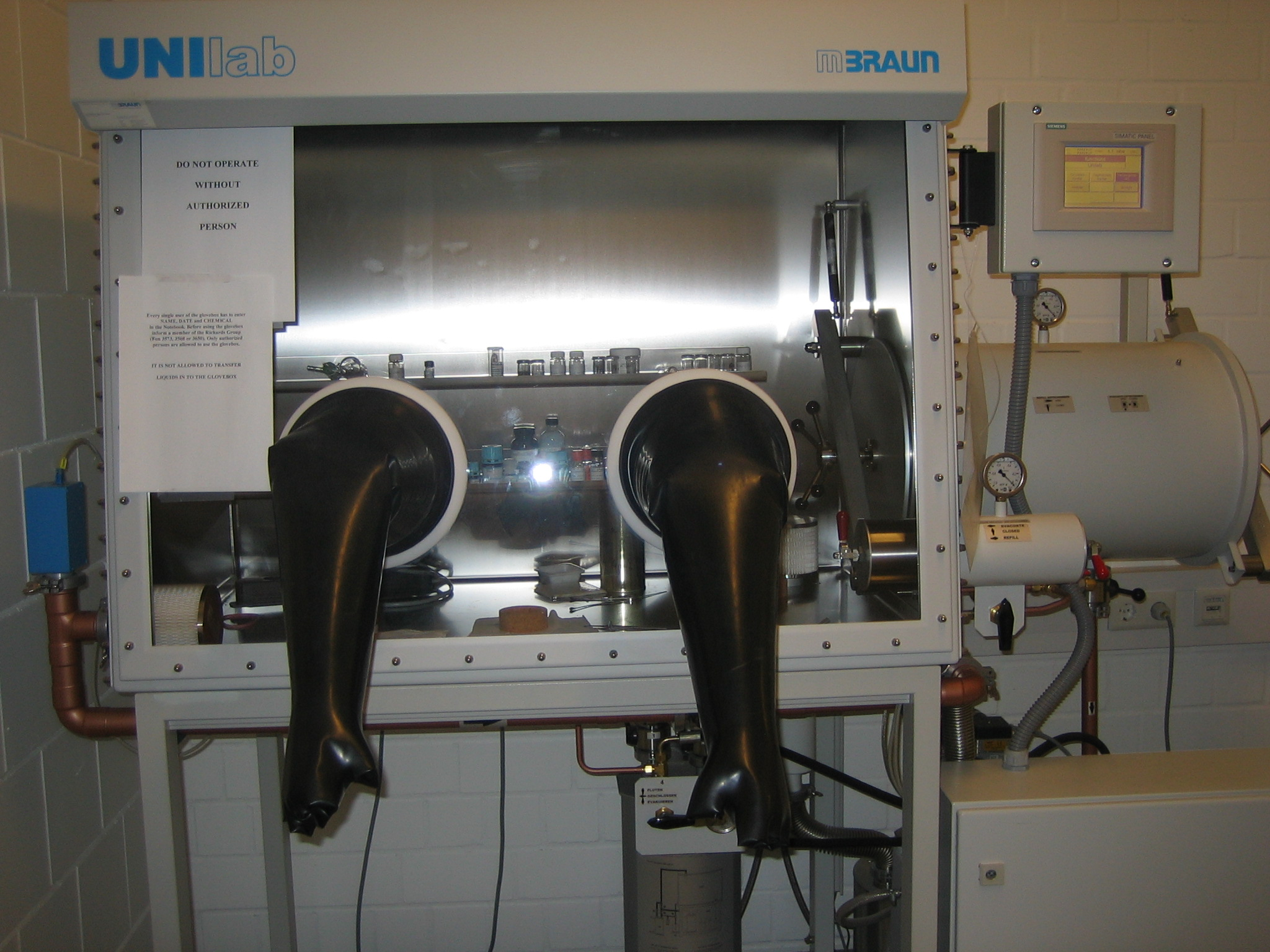
Un model comú de caixa de guants, amb els guants tornats cap a l'exterior, per a ocupació amb materials perillosos o per a treballs de laboratori en ATMOSFERA inert.

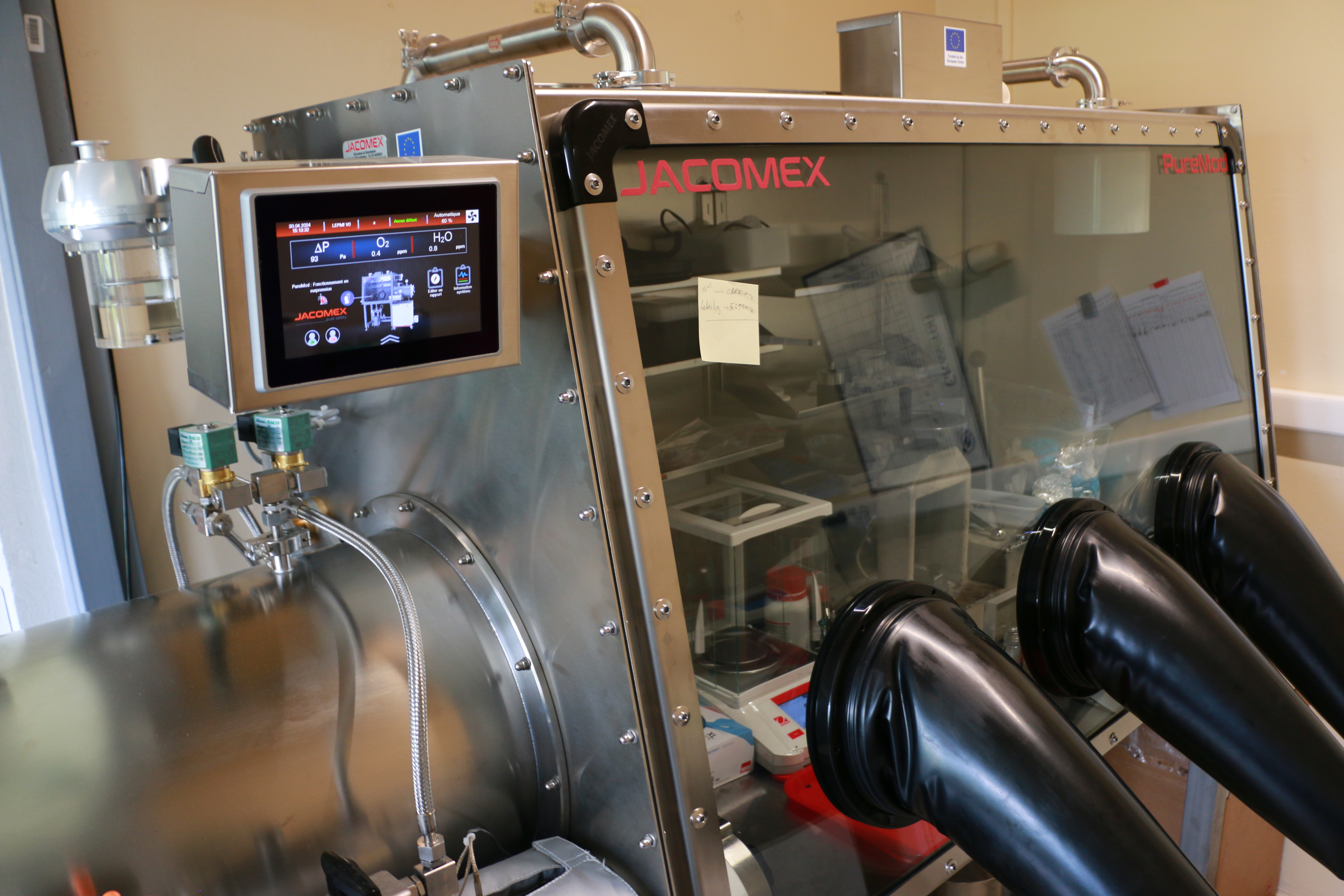
Caixa de guants

Una caixa de guants o caixa seca és un contenidor segellat que forma part de l'equipament de laboratori. Està dissenyada per permetre una manipulació d'objectes quan es desitja que estiguin aïllats de l'exterior, bé per evitar fugues del seu contingut o perquè la mescla de gasos és substancialment diferent de la present en l'atmosfera terrestre. En els laterals de la caixa hi ha uns guants disposats de tal manera que l'usuari pot posar les seves mans i braços dins dels guants i fer tasques dins de la caixa sense trencar l'aïllament. Part o la totalitat de la caixa és normalment transparent per permetre a l'usuari veure el que està sent manipulat. Hi ha dos tipus de caixes de manipulació: una permet a l'operador treballar amb substàncies perilloses, com ara materials radioactius o agents de malalties infeccioses, i l'altre tipus permet la manipulació de substàncies que han d'estar contingudes dins d'una atmosfera inert, estèril, seca, lliure de pols o amb una puresa molt alta, com per exemple, nitrogen o argó (el gas argó N-52 utilitzat en algunes d'aquestes instal·lacions té una puresa del 99,9992%). També és possible utilitzar una caixa amb guants per a la manipulació d'elements en una cambra de buit.

## Treball en atmosfera inert

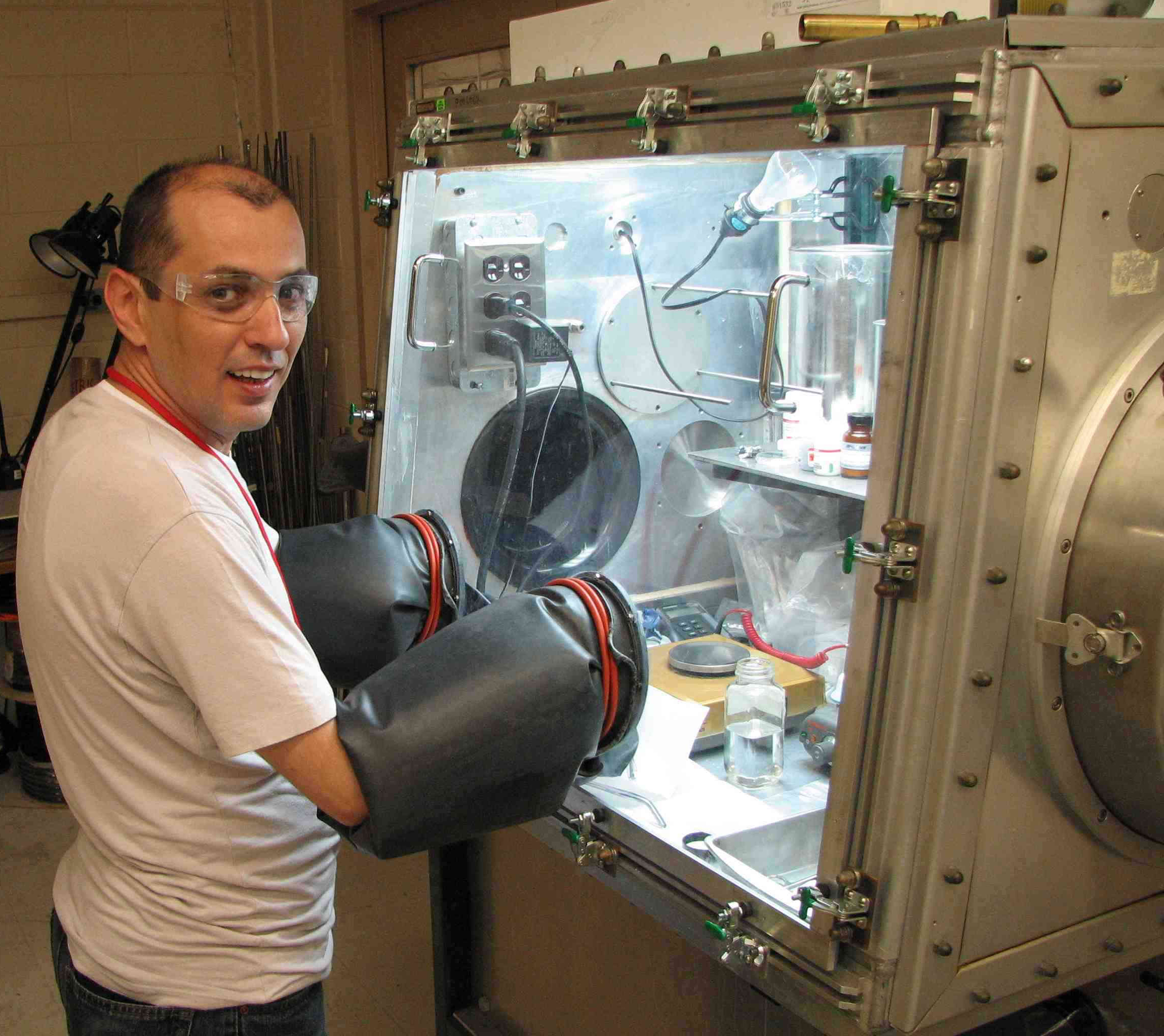
Manipulació de substàncies en atmosfera inert de nitrogen.

Es bomba argó dins d'una caixa amb guants a través d'una sèrie de dispositius de tractament que eliminen els dissolvents, l'aigua i l'oxigen del gas interior. S'empra habitualment coure metàl·lic calent (o algun altre metall molt finament dividit) per eliminar l'oxigen. Aquest oxigen eliminat és normalment regenerat fent passar una barreja d'hidrogen i nitrogen a través d'ell mentre s'escalfa. L'aigua formada s'extreu fora de la caixa amb l'excés d'hidrogen i nitrogen. És comú l'ús de tamisos moleculars per eliminar l'aigua per adsorció en els porus d'aquests tamisos moleculars. Les caixes de guants són utilitzades sovint en el tractament de compostos organometàl·lics per a transferir sòlids secs d'un recipient a un altre.
Una alternativa a l'ús d'una caixa de guants per al treball amb substàncies sensibles a l'aire és l'ocupació de mètodes com la línia de Schlenk. Un dels desavantatges de treballar amb una caixa amb guants és que els dissolvents orgànics ataquen les juntes de plàstic, el que dona com a resultat, que la cabina comença a patir fuites i l'aigua i l'oxigen poden entrar a la caixa. Un altre desavantatge d'una caixa de guants és que l'oxigen i l'aigua poden difondre a través dels guants de plàstic.
Les caixes de guants amb atmosfera inert generalment es mantenen a una pressió més gran que l'aire circumdant, de manera que les fuites microscòpiques són majoritàriament una fuita de gas inert cap a l'exterior de la caixa en lloc de deixar que l'aire penetri.

## Treball amb substàncies perilloses
Les caixes de guants utilitzades per a manipulació de materials perillosos en general, es mantenen a una pressió inferior a l'atmosfera circumdant, de manera que només puguin resultar entrades microscòpiques d'aire a la cabina en lloc de fuites del material perillós. Les caixes de manipulació amb guants utilitzades per a materials perillosos en general, incorporen filtres HEPA en la fuita, per evitar el perill que suposen.
Algunes caixes de guants s'usen per al treball amb material radioactiu en condicions inerts, per exemple en l'Institut d'Elements Transurànids, (Institute for Transuranium Elements, ITU), una cabina plena de nitrogen conté una altra cabina plena d'argó. La caixa interior d'argó està equipada amb un sistema de tractament de gas per mantenir el gas amb un grau d'alta puresa que permeti dur a terme experiments electroquímics en sals foses.
A la desactivada planta del Laboratori Nacional de Rocky Flats, que fabricava disparadors de plutoni, també anomenats "iniciadors" (trigger o pit, en anglès), les instal·lacions de producció consistien en caixes de guants, d'acer inoxidable i connectades entre si, de fins a 20 metres de llarg, que contenien l'equip que forja i mecanitza les parts del disparador. Els guants estaven folrats de plom. Altres materials utilitzats en les caixes de manipulació incloïen les finestres de visualització de material acrílic i els blindatges de Benelex compostos de fibra de fusta i plàstic que protegien com un escut contra la radiació de neutrons. La manipulació dels guants folrats de plom era un treball pesat.
Les caixes de manipulació amb guants també s'utilitzen en les ciències biomèdiques quan s'ha de tractar amb patogens vius (bacteris, virus) per exemple en els laboratoris de microbiologia o les unitats d'anatomia patològica d'alguns hospitals. En aquest cas, són similars a les cabines de bioseguretat classe III.

## Àrees d'aplicació de les caixes de guants
Algunes de les àrees on les caixes de manipulació amb guants tenen una aplicació específica són:
- Investigació científica.
- Soldadura inert.
- Fabricació de bateries de liti.
- Treball amb pel·lícules primes.
- Dispositius mèdics.
- Substàncies i processos químics especialitzats.
- Indústria farmacèutica.
- Fabricació de certs tipus de làmpada.

Les caixes de manipulació també poden ser utilitzades per a manipular objectes en una cambra al buit.